# 몰레 안토넬리아나

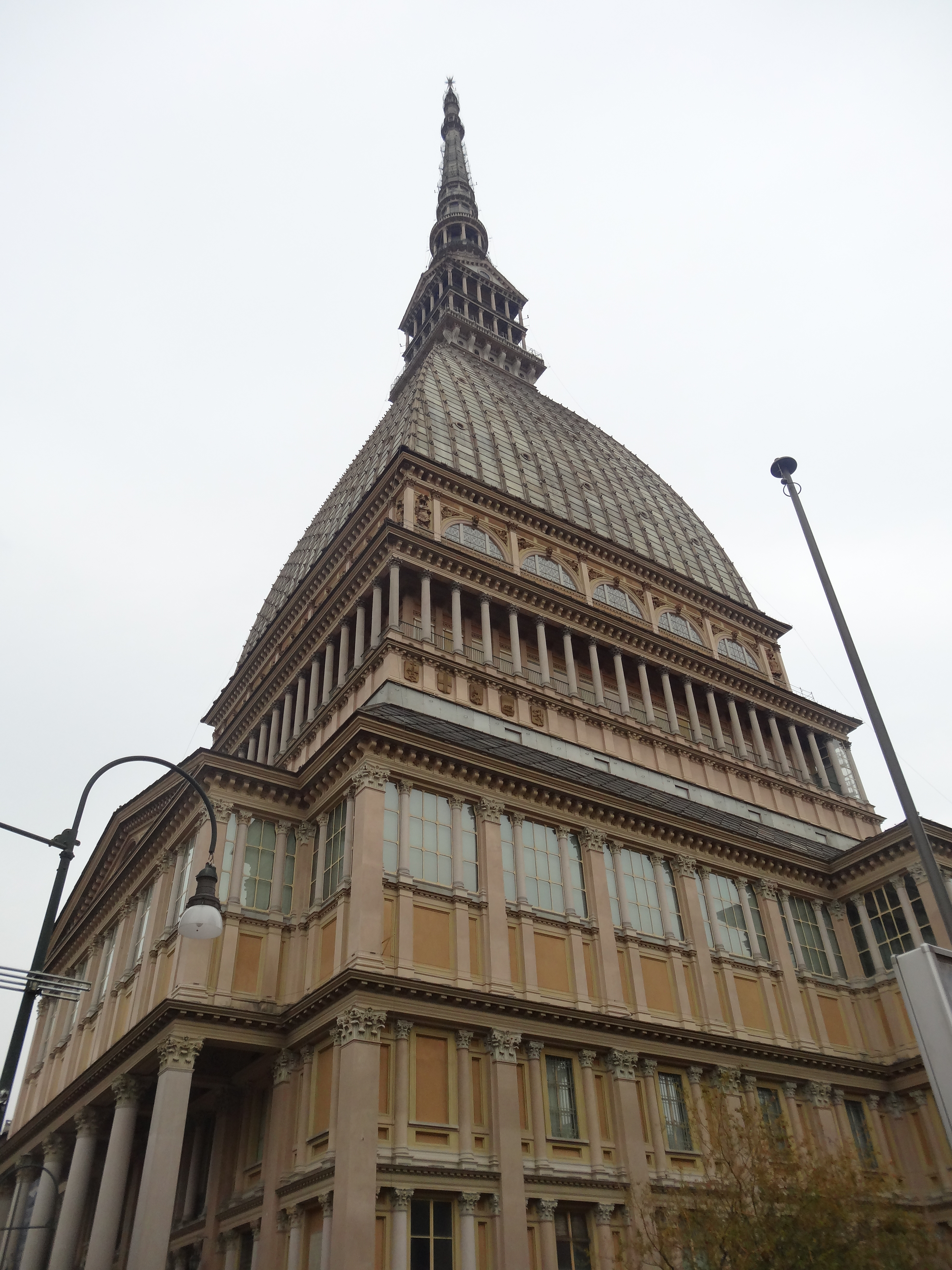
몰레 안토넬리아나

몰레 안토넬리아나(이탈리아어: Mole Antonelliana, 발음 [ˈmɔːle antonelˈljaːna])는 이탈리아 토리노에 있는 대표적인 랜드마크 건물이다. 이름은 건물을 지은 건축가인 알레산드로 안토넬리에서 따왔으며, '몰레(mole)'는 이탈리아어로 엄청난 크기의 건물을 뜻한다.
몰레 안토넬리아나는 이탈리아의 통일이 이뤄진 지 얼마 되지 않은 1863년에 공사가 시작되어 안토넬리가 죽고 난 뒤 1889년에 끝났다. 원래는 유대교 회당인 시나고그로 쓰기 위해 세워진 건물이었지만 현재는 이탈리아 국립영화박물관으로 바뀌었고, 세계에서 가장 높은 박물관 중 하나이기도 하다. 이 건물은 이탈리아에서 발행하는 2유로센트 주화 뒷면에 도안으로 들어간 건물로도 유명하다.

## 역사

### 건설

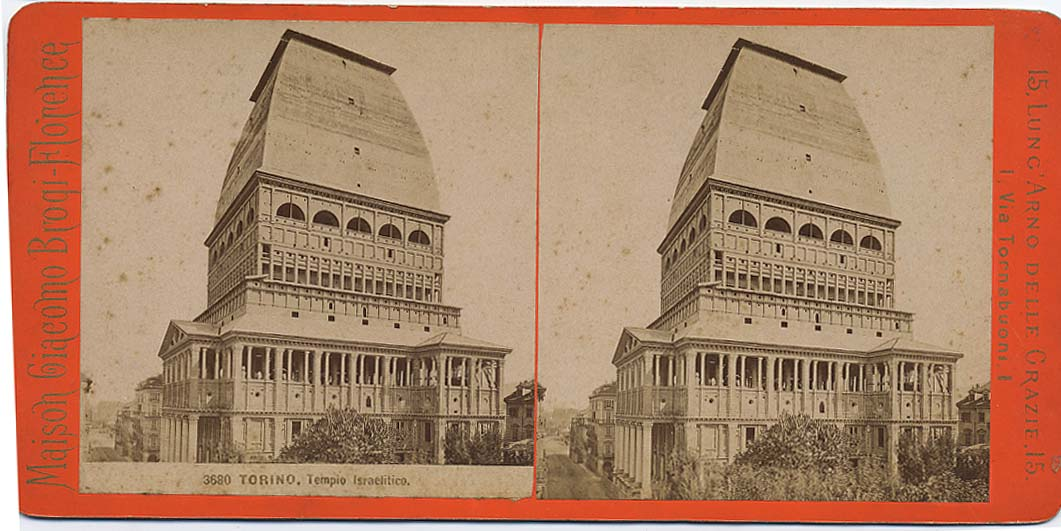
19세기 건설 당시, 임시 돔형 틀이 세워진 몰레 안토넬리아나를 촬영한 입체 사진.

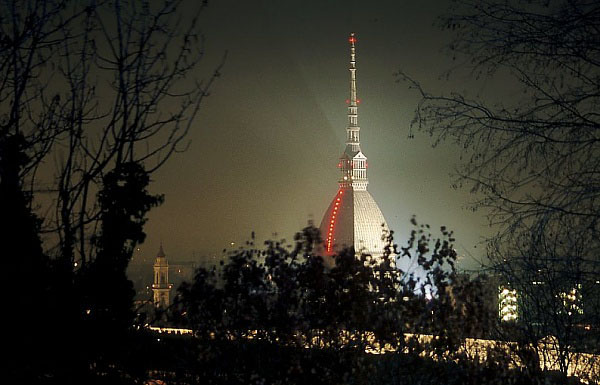
밤의 모습

몰레 안토넬리아나는 시나고그로 쓰기 위한 건물로 계획됐고 그에 맞춰 건설됐다. 토리노의 유대교 사회는 1848년에 이르러서 온전한 시민권을 누리게 되었고, 시나고그 건설 공사가 시작될 즈음인 1860년부터 1864년까지 토리노는 신 이탈리아 왕국의 수도로 있었다. 유대교 사회는 250,000리라를 들여 수도 도시에 걸맞는 건물을 세운다는 목적으로 건축가 안토니오 안토넬리에게 의뢰를 부탁했다. 최근에 노바라에 있던 17세기 건축물 산 가우덴치오 대성당에 121m짜리 돔과 첨탑을 추가 설치한 경력이 있었던 안토넬리는 280,000리라 정도면 시나고그를 지을 수 있다고 약속햤다.
하지만 안토넬리와 유대계 간의 사이는 좋지 못했다. 안토넬리는 몇 차례의 수정을 거쳐 최종적으로 건물 돔의 높이를 원안의 돔보다 46m를 높인 167.5m로 기획했다. 이러한 설계 변경은 원래 예상했던 것보다 더 많은 건설 비용과 시간이 들어갔을 뿐만 아니라 유대 사회 측도 원치 않았던 것이었다. 결국 공사는 임시 지붕틀만 세워진 채 1869년에 중단되고 만다.
1864년 이탈리아 왕국의 수도가 피렌체로 이전되면서 유대교 사회도 위축되었지만 공사 비용과 안토넬리의 야심은 상승세를 멈출 줄 몰랐다. 1876년이 되면서 이미 692,000리라를 들이고도 건물이 완성될 기미를 보이지 않자 유대계 측은 공사 계획을 철회하겠다고 선언했다. 건물이 하늘 높이 올라가는 것을 지켜보던 토리노 시민들은 토리노 시 당국이 공사 계획을 인수받으라고 요구했고, 시 당국도 그에 따랐다. 유대계와 시 당국은 부지를 교환했고, 안토넬리도 공사를 재개하여 건물의 높이를 146m에서 153m로, 최종적으로는 167.5m까지 쌓아올렸다. 이렇게 해서 신무어 양식의 멋진 시나고그가 완공됐다. 완공된 몰레 안토넬리아나는 비토리오 에마누엘레 2세에게 헌사됐다. 1908년부터 1938년까지 토리노 시는 몰레 안토넬리아나 내부에 리소르지멘토 박물관이 들어섰고, 그 이후에는 카리냐노 궁전으로 자리를 옮겼다.
몰레 안토넬리아나는 무보강 벽돌 건물 (철골조 없이 지어진 건물)로는 세계에서 가장 높은 건물이다.

### 보수 작업
1953년 5월 23일에는 토리노 시에 소용돌이를 동반한 거센 폭우가 몰아치는 바람에 첨탑 끝 47m가 파괴되기도 했다. 1961년에 파손된 부분에 대한 보수 공사가 이뤄져 석조를 덧댄 철제 구조물로 대체됐다.

### 오늘날

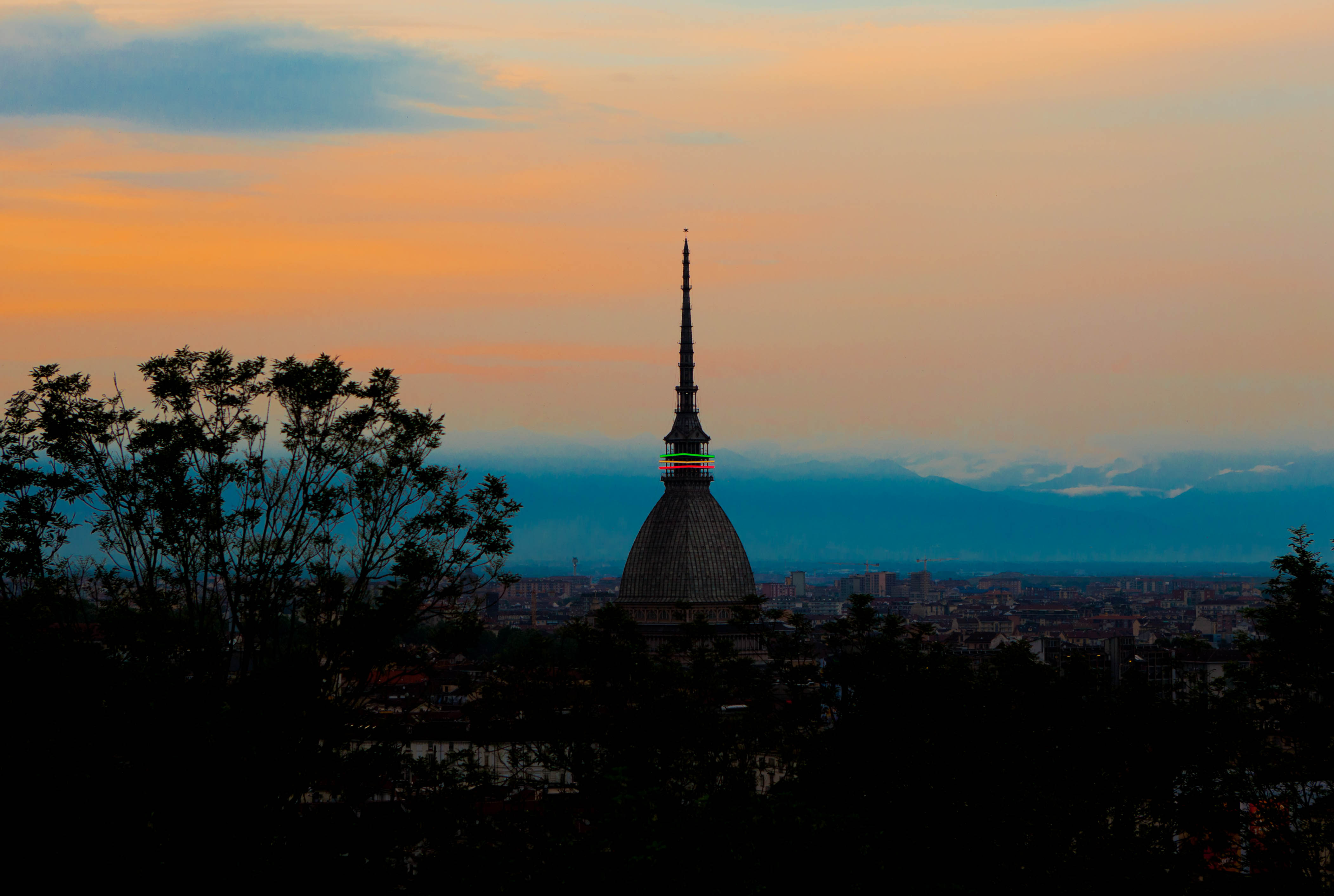
카푸치니 산에서 바라본 몰레 안토넬리아나의 모습 (2011년)

2000년부터 몰레 안토넬리아나에는 국립영화박물관 (Museo Nazionale del Cinema)이 자리해 있다. 2002년부터 발행되기 시작한 이탈리아의 2유로센트 주화 앞면에는 몰레 안토넬리아나의 모습이 들어가 있으며, 2005년 세계 보치 선수권 대회와 2006년 세계 펜싱 선수권 대회, 그리고 2006년 토리노 동계 올림픽의 공식 엠블럼도 몰레 안토넬리아나를 모티브로 삼았다.
토리노의 축구 클럽인 토리노 FC와 유벤투스 FC 간에 치러지는 이탈리아 축구 사상 가장 오래된 더비 매치 중 하나인 데르비 델라 몰레도 몰레 안토넬리아나에서 이름을 따온 것이다.
네면으로 된 돔의 한쪽 면에는 붉은색 네온 라이트로 피보나치 수열의 처음 몇 숫자들이 쓰여 있다. 마리오 메르츠가 제작한 설치미술 <숫자의 비행> (Il volo dei Numeri) 중 일부다.

## 대중 문화에서의 등장
미국의 리얼리티 레이스 쇼 <더 어메이징 레이스 20>에서 네번째 경주로 이탈리아 토리노를 찾았을 때 등장했다.
또 2004년 이탈리아 영화 <애프터 미드나잇>에서 건물 전체(와 영화박물관 내부)가 촬영장으로 쓰이기도 했다.

## 갤러리
| - 꼭대기에 달린 별 장식 - 이탈리아 통일 150주년을 맞아 이탈리아 삼색기 색깔로 꾸며진 몰레 안토넬리아나 |